# Gołaczów (powiat kłodzki)
Gołaczów (niem. Hallgrund) – wieś w Polsce, w województwie dolnośląskim, w powiecie kłodzkim, w gminie Lewin Kłodzki.

## Nazwa
12 lutego 1948 r. ustalono urzędową polską nazwę miejscowości – Gołaczów, określając drugi przypadek jako Gołaczowa, a przymiotnik – gołaczowski.

## Podział administracyjny
W latach 1975–1998 miejscowość należała administracyjnie do województwa wałbrzyskiego.

## Historia
Pierwsza wzmianka o Gołaczowie pochodzi 1477 roku, w tym czasie w okolicy eksploatowano złoża rud żelaza. W 1574 roku w miejscowości było 26 gospodarstw, w roku 1765 funkcjonowało tu około 30 warsztatów tkackich. W 1840 we wsi były dwa młyny wodne, szkoła i tartak. W drugiej połowie XIX wieku po upadku tkactwa chałupniczego część mieszkańców znalazła zatrudnienie w okolicznych zakładach włókienniczych. Na przełomie XIX i XX wieku w Gołaczowie powstała gospoda z miejscami noclegowymi i miejscowość stała się letniskiem.
Częścią wsi jest Żyznów położony na północ w dolinie pomiędzy Darnkowskimi wzgórzami a Cisową.

## Zabytki
W Gołaczowie znajdują się następujące zabytki:
- budynek ośrodka kolonijnego z początku XX w., dwuszczytowy z drewnianymi arkadami,
- budynki mieszkalno-gospodarcze z XIX w..

## Szlaki turystyczne
- Kulin Kłodzki – Gołaczów – Żyznów – Cisowa – Darnków – Pod Kruczą Kopą – Dańczów – Lewin Kłodzki – Jarków – Pod Ptasznicą PL/CZ – Česká Čermná – Česká Čermná CZ/PL – Brzozowie – Źródło Marii – Kudowa-Zdrój[6]